# Tscherepanowo (Kaliningrad, Swetly)
Tscherepanowo (russisch Черепаново, deutsch (Adlig) Powayen) ist ein Ort in der russischen Oblast Kaliningrad im Stadtkreis Swetly.

## Geographische Lage
Tscherepanowo liegt 20 Kilometer nordwestlich der Stadt Kaliningrad  und wird von dieser über die Kommunalstraße 27K-118 erreicht. Durch den Ort führt in Nord-Süd-Richtung die Kommunalstraße 27K-184 zur Bahnstation Schipowka an der Bahnstrecke Kaliningrad–Baltijsk.

## Geschichte
Das Gründungsdatum des vor 1947 Adlig Powayen bzw. Powayen genannten Ortes lag im Jahre 1344. Die Ortsstelle liegt heute wenige hundert Meter südwestlich des Tscherepanowo genannten Ortes, dem das alte Dorf, von dem heute nur noch wenig zu sehen ist, zugeordnet wurde. Der zum Ort gehörende damalige Wohnplatz Bahnhof Powayen ist heute eine eigene Siedlung und trägt den russischen Namen Schipowka. Die zwischen 1898 und 1928 eingegliederte Ortschaft Klein Medenau kam dann zu Medenau und ist heute nicht mehr existent.
Im Jahre 1874 wurde Powayen in den Amtsbezirk Condehnen (russisch: Slawjanskoje, nicht mehr existent), der am 19. Februar 1931 in „Amtsbezirk Groß Blumenau“ (heute russisch: Kremnjowo) umbenannt wurde, eingegliedert. Er gehörte bis 1939 zum Landkreis Fischhausen, von 1939 bis 1945 zum Landkreis Samland im Regierungsbezirk Königsberg der preußischen Provinz Ostpreußen. Im Jahre 1910 zählte der damalige Gutsbezirk Adlig Powayen 186 Einwohner.
Am 30. September 1928 schlossen sich die Landgemeinden Groß Blumenau und Klein Blumenau mit dem Gutsbezirk Adlig Powayen zur neuen Landgemeinde Groß Blumenau zusammen.
Als Folge des Krieges kam im Jahre 1945 die nach 1928 nur noch als Powayen bezeichnete Ortschaft mit dem nördlichen Ostpreußen zur Sowjetunion. Im Jahr 1947 erhielt sie den russischen Namen Tscherepanowo und wurde gleichzeitig dem Dorfsowjet Logwinski selski Sowet im Rajon Selenogradsk zugeordnet. Vermutlich 1963 gelangte der Ort in den  Pereslawski selski Sowet und Mitte der 1970er Jahre dann in den Wolotschajewski selski Sowet im Rajon Gurjewsk. Seit 1994 gehört Tscherepanowo zum Stadtkreis Swetly.

## Kirche
Die überwiegend evangelische Bevölkerung (Adlig) Powayens war vor 1945 in das Kirchspiel der Kirche in Medenau eingepfarrt. Das gehörte zum Kirchenkreis Fischhausen in der Kirchenprovinz Ostpreußen der Kirche der Altpreußischen Union. Heute liegt Tscherepanowo im Einzugsbereich der in den 1990er Jahren neu entstandenen evangelisch-lutherischen Gemeinde in Swetly, einer Filialgemeinde der Auferstehungskirche in Kaliningrad in der Propstei Kaliningrad der Evangelisch-lutherischen Kirche Europäisches Russland.